# Ensis macha
El huepo, concha navaja, navajuela o macha de Chile (Ensis macha) es un molusco bivalvo marino que habita las costas australes de Sudamérica. 

## Hábitat y Distribución
Habita en la zona intermareal, en sedimentos arenosos de grano fino a medio y puede ser encontrada desde el submareal somero, llegando hasta profundidades cercanas a los 20 metros. Vive formando agregaciones denominadas "bancos".
Se distribuye en la costa de América del Sur, por el lado del Océano Pacífico desde Caldera (Perú), hasta la región de Magallanes (Chile); mientras que en la costa Atlántica, llega hasta el golfo San Matías en Argentina.

## Descripción de las valvas
Las valvas son simétricas, delgadas y frágiles, presentan una forma cilíndrica aplanada, muy alargada, alcanzando más de 20 cm de largo, y 4 cm de grosor. Los bordes son paralelos, presentando sus extremos entreabiertos. Los umbos se hallan casi en un extremo y presentan un diente. El perióstraco es marrón oscuro, en su superficie se observan finas líneas de crecimiento.

## Usos en el pasado por las poblaciones humanas
Si bien no fue una especie empleada por las poblaciones cazadoras recolectoras de la Patagonia en el pasado, se han encontrado algunos ejemplares en unos pocos concheros de la costa de Santa Cruz. Su presencia en los mismos se interpreta como parte del acarreo no intencional al recolectar otras especies consumidas, como Nacella magellanica, Mytilus chilensis o Aulacomya atra. Como tal, se las denomina fauna acompañante.

## Explotación comercial
Se explota comercialmente ya que su carne es muy apreciada por su calidad gastronómica. Es un recurso económico muy importante para la pesca artesanal del sur de Chile. Pero su intensa explotación está provocando un descenso en la población de esta especie, peligrando sus bancos naturales.